# Gradišče v Tuhinju
Gradišče v Tuhinju – wieś w Słowenii, w gminie Kamnik. W 2018 roku liczyła 51 mieszkańców.